# Tunnel of Love
| 전문가 평가                   | 전문가 평가 |
| 평가 점수                     | 평가 점수   |
| 출처                          | 점수        |
| ----------------------------- | ----------- |
| AllMusic                      | [ 2 ]       |
| Chicago Tribune               | [ 3 ]       |
| Encyclopedia of Popular Music | [ 4 ]       |
| MusicHound Rock               | 4/5         |
| Pitchfork                     | 9.5/10      |
| Q                             | [ 7 ]       |
| Rolling Stone                 | [ 8 ]       |
| The Rolling Stone Album Guide | [ 9 ]       |
| Tom Hull                      | A           |
| The Village Voice             | A           |

《Tunnel of Love》는 1987년 10월 9일에 발매된 미국의 싱어송라이터 브루스 스프링스틴의 여덟 번째 스튜디오 음반이다. E 스트리트 밴드의 멤버들이 음반에서 가끔 공연을 했지만 스프링스틴은 대부분의 부품을 직접 녹음했으며, 종종 드럼 머신과 신시사이저로 녹음했다. 이 음반의 라이너 노트가 E 스트리트 밴드 멤버들을 그 이름으로 나열하는 반면, 스프링스틴의 홍보 회사인 쇼어 파이어 미디어는 그것을 E 스트리트 밴드 음반으로 간주하지 않으며 2002년 《The Rising》은 《Born in the U.S.A.》 이후 E 스트리트 밴드와 함께 그의 첫 번째 스튜디오 음반으로 광고되었다.
1989년 이 음반은 《롤링 스톤》의 "80년대 베스트 음반 100위" 목록에서 25위에 올랐고, 2012년에는 《롤링 스톤》이 선정한 역사상 가장 위대한 음반 500장 순위에서 467위에 올랐다. 〈Brilliant Disguise〉, 〈Tunnel of Love〉, 〈One Step Up〉, 〈Tougher Than the Rest〉, 〈Spare Parts〉는 모두 싱글로 발매되었다.

## 뮤직 비디오
아일랜드 영화 제작자인 메이어트 아비스는 이 뮤직 비디오를 〈Brilliant Disguise〉, 〈One Step Up〉, 〈Tougher Than the Rest〉, 〈Tunnel of Love〉로 감독했다. 이 비디오들은 애즈베리파크를 포함한 뉴저지주의 위치에서 촬영되었다. 강렬한 개인적인 〈Brilliant Disguise〉는 MTV에서 편집 없이 단 한번의 조회수를 기록하면서 새로운 지평을 열었다. 타이틀곡의 비디오는 올해의 비디오와 역설적으로 최고 편집을 포함한 5개의 MTV 비디오 뮤직 어워드 후보에 올랐다.

## 곡 목록
모든 곡들은 브루스 스프링스틴에 의해 작사/작곡하였다.
| #  | 제목                           | 재생 시간 |
| -- | ------------------------------ | --------- |
| 1. | 〈Ain't Got You〉              | 2:11      |
| 2. | 〈Tougher Than the Rest〉      | 4:35      |
| 3. | 〈All That Heaven Will Allow〉 | 2:39      |
| 4. | 〈Spare Parts〉                | 3:44      |
| 5. | 〈Cautious Man〉               | 3:58      |
| 6. | 〈Walk Like a Man〉            | 3:45      |

| #  | 제목                   | 재생 시간 |
| -- | ---------------------- | --------- |
| 1. | 〈Tunnel of Love〉     | 5:12      |
| 2. | 〈Two Faces〉          | 3:03      |
| 3. | 〈Brilliant Disguise〉 | 4:17      |
| 4. | 〈One Step Up〉        | 4:22      |
| 5. | 〈When You're Alone〉  | 3:24      |
| 6. | 〈Valentine's Day〉    | 5:10      |

## 인증
| 국가                       | 인증        | 판매량/출하량 |
| -------------------------- | ----------- | ------------- |
| 오스트레일리아 (ARIA)      | 2× 플래티넘 | 140,000^      |
| 캐나다 (뮤직 캐나다)       | 3× 플래티넘 | 300,000^      |
| 핀란드 (Musiikkituottajat) | 골드        | 40,716        |
| 프랑스 (SNEP)              | 2× 골드     | 201,700       |
| 독일 (BVMI)                | 골드        | 250,000^      |
| 이탈리아                   | —           | 300,000       |
| 일본                       | —           | 128,400       |
| 네덜란드 (NVPI)            | 2× 플래티넘 | 200,000^      |
| 노르웨이 (IFPI 노르웨이)   | 플래티넘    | 100,000       |
| 포르투갈 (AFP)             | 골드        | 20,000^       |
| 스페인 (PROMUSICAE)        | 2× 플래티넘 | 200,000^      |
| 스웨덴 (GLF)               | 플래티넘    | 100,000^      |
| 스위스 (IFPI 스위스)       | 플래티넘    | 50,000^       |
| 영국 (BPI)                 | 플래티넘    | 300,000^      |
| 미국 (RIAA)                | 3× 플래티넘 | 3,000,000^    |
| ^출하량을 기반으로 한 인증 |             |               |